# Премия Ректенвальда
Премия Ректенвальда (нем. Horst Claus Recktenwald — Preis für Nationalökonomie) — международная экономическая награда, присуждаемая с 1995 года (с 1998 года — раз в два года) Эрлангенским университетом учёным за совокупность научных заслуг. Размер премии — 25 000 €. Инициатива присуждения премии исходила от Герты Ректенвальд, вдовы нюрнбергского профессора Х. К. Ректенвальда (1920—1990), чьё имя и получила премия.

## Лауреаты премии
- 1995 — Э. Малинво
- 1998 — Дж. Стиглиц
- 2000 — П. Кругман
- 2002 — П. Ромер
- 2004 — О. Уильямсон
- 2014 — Э. Саэс